# ヨアヒム・ルーティ
ヨアヒム・ルーティ（Joachim Lüthi, 1949年10月7日 - ）は、スイス・ベルン州リンデン出身の実業家、ファイナンシャル・アドバイザー。元ブラバムオーナー。

## 経歴
少年時代を過ごしていた家の裏に草レースをやっている人のガレージがあり、そこからいつも聞こえてくるエンジン音に興味を惹かれ、自動車やレースの虜になって行った。
自身でのレース競技経験はない。一度ホッケンハイムリンクでフォーミュラ3のレースカーを運転したことがあるが、「プロの人たちより6秒遅れのタイムしか出なくて、レーサーには向いてないと確信できた」という。
金融業界で仕事をしている中で、ニキ・ラウダ、クレイ・レガッツォーニ、マリオ・アンドレッティ、ジェームズ・ハントの金融コンサルタントを務めたと自身では述べている。
1980年代になり、ルーティはチューリッヒに本社を置く投資会社を所有する銀行家となっていた。金融業により成功をおさめ資金的余裕が生まれたため、どこかのF1チームで何か関われないかと探すようになっていた。
1988年
まず接触したのは、ユーロブルンのオーナーであり、同じスイス人のウォルター・ブルンで、ブルンは当時ユーロブルンの運営から離れて、ブラバムを買収する計画を考慮しており、それにルーティが参加しての共同経営という計画で具体化して行ったが、ブルンは当時F1ユーロブルンのほかにもWSPC、IMSA、ドイツスーパーカップ、全日本プロトタイプカー耐久選手権と多くのカテゴリーに関わっており多忙だったため、ブルンによるブラバム買収後、すぐにルーティの持ち会社へ再売却する形となった。
実際にブラバムの買収が行われたのは1988年の終盤で、前オーナーのバーニー・エクレストンからほぼすべての株式を購入（エクレストンも多少残していた）。ただしチームの運営は長くチームを知るマネージャーのハービー・ブラッシュに任せ、ルーティは「技術面では関わらないようにする。専門分野は適正適所が成功の秘訣だからね」と述べた。
買収時にルーティーが株式の80％、元ウィリアムズF1の広報担当マネージャーであるピーター・ウィンザーが株式の20％を持ち、ウィンザーがブラバムの広報部門に就くという約束だったが、そのポジションは結局ブラッシュがチームに残ったためにウィンザーが「約束が違う」と申し立てを行い、係争に発展してしまった。
1989年
ルーティは1989年6月22日にドライバーのマーティン・ブランドル、ステファノ・モデナとともに来日。日本信販のブラバム・スポンサード決定発表会が行われた東京・赤坂の全日空ホテルで会見や取材に応じた。その席では「私の本業はファイナンシャル・アドバイザーです。様々な会社の調査、買収、再建、売買をする仕事です。今は時間のうち90％はこの仕事に使い、ブラバムの仕事に使われるのは10％です。でもグランプリには毎戦行ってますよ。」と語った。
しかし同年の8月、スイス銀行連盟委員会の取り調べを受ける。これはルーティの持つ為替投資会社に資本を預けた1700人もの投資家たちが、その資金の明細証明を要求したもので、使途不明の総額は1億3300万フラン（約110億円超）であり、ブラバムの買収にも使われたのではないかと横領容疑を掛けられた。
結局、連盟委員会はルーティを提訴し、ルーティの経営する投資信託会社アディウバ・フィナカ社の倒産を宣告。9月に逮捕された。
1990年
資産を凍結されたルーティがブラバムを持ち続けることは不可能であり、1991年3月5日、F1開幕の一週間前にミドルブリッジがブラバムを100%買収しオーナーとなることをルーティとの間で合意した。なお、実際にチーム売却作業と交渉を担ったのはブラッシュとエクレストンの2人だった。
ルーティは一時保釈されていたが、訴訟が法廷で本格化する前にアメリカへと逃亡した。

### F1以後
彼はアメリカ合衆国で偽名を使っていた。アメリカでは金鉱を購入し、俳優デニス・ホッパーに近づき、資金はあるので映画「イージーライダー」のリメイク作品を作ろう、と勧めた。
1990年中盤、アメリカと祖国スイスの両方で投獄され、服役期間となった。